# Arkitekturupprorets pris för årets fake view
Arkitekturupprorets pris för årets "fake view" är ett svenskt arkitekturpris som ges ut av Arkitekturupproret. Priset är tänkt att belysa hur arkitekturfirmor skapar digitala visionsbilder på planerade byggnader som i praktiken är omöjliga att förverkliga, vilket i sin tur leder till en stor besvikelse när den verkliga byggnaden ser helt annorlunda ut än vad visionsbilden visade.
Det är ett av tre årliga priser, tillsammans med Årets vackraste nyproduktion och priset för årets fulaste nyproduktion, Kasper Kalkon-priset, som Arkitekturupproret delar ut.

## Vinnare genom åren
| År   | Bild | Byggnad         | Plats       | Arkitekt                        |
| ---- | ---- | --------------- | ----------- | ------------------------------- |
| 2018 |      | Spektrum        | Hovås       | Semrén & Månsson Arkitektkontor |
| 2019 |      | Brf Viva        | Göteborg    | Malmström & Edström             |
| 2020 |      | Växjö kommunhus | Växjö       | White arkitekter                |
| 2021 |      | Platinan        | Göteborg    | Erik Giudice                    |
| 2022 |      | Söders Höjder   | Helsingborg | Fojab                           |
| 2023 |      | Kiruna Polishus | Kiruna      | Sweco Architects                |